# The Social Buccaneer

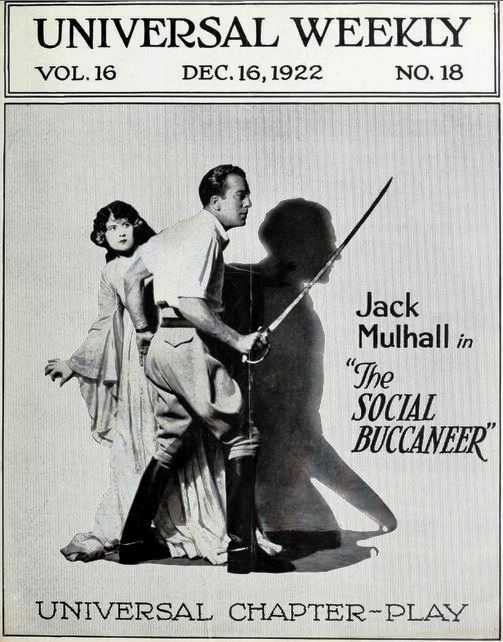
Cena do seriado “The Social Buccaneer”, de 1933, ao lado de Jack Mulhall, na capa de 16 de dezembro de 1922 da Universal Weekly.

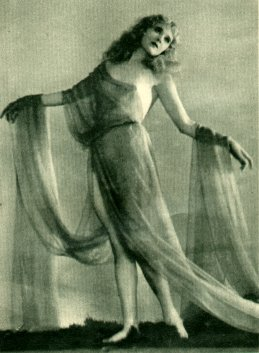
Margaret Livingston, que interpreta a Princesa Elise no seriado.

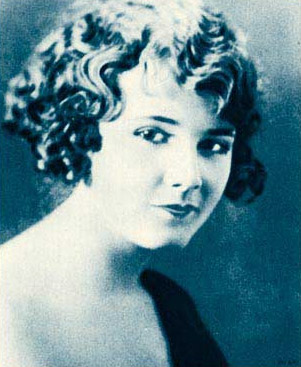
Lucille Ricksen, que interpreta Lucille Vail.

The Social Buccaneer é um seriado estadunidense de 1923, no gênero ação, dirigido por Robert F. Hill, em 10 capítulos, estrelado por Jack Mulhall, Margaret Livingston e Tom London. O seriado foi produzido e distribuído pela Universal Pictures, e veiculou nos cinemas estadunidenses entre 8 de janeiro e 12 de março de 1923. Foi baseado no livro homônimo de Frederic S. Isham, que anteriormente servira de base para um filme também denominado The Social Buccaneer, produzido pela Bluebird Photo Plays, sob direção de Jack Conway, em 1916.
Este seriado é considerado perdido.

## Sinopse
John Jack Norton (Jack Mulhall), antes da guerra um playboy de sociedade, retorna das trincheiras dea Primeira Guerra Mundial e encontra seu pai, Raymond Norton (William Welsh), na prisão, acusado de roubo de fundos do banco em que ele era o presidente. O dinheiro fora aí colocado pelas autoridades americanas para o Reino de Thorwald, e a Princesa Elise (Margaret Livingston) está a caminho para buscá-lo. John deixa seu pai, que acredita que ele ainda é o playboy de antes da guerra, mas secretamente veste seu antigo uniforme de Doughboy e vai em perseguição da quadrilha que prejudicou seu pai.

## Elenco
- Jack Mulhall - Jack Norton
- Margaret Livingston - Princesa Elise
- William Welsh - Raymond Norton
- Harry De Vere - Harvey Vail
- Wade Boteler - Madison Ames
- Percy Challenger - Steele
- Lucille Ricksen - Lucille Vail
- Robert Anderson - Terry Malone
- Buck Connors - Phillip Dupre (creditado George Connors)
- Tom London - Louis Lenoir (creditado Leonard Clapham)
- Sidney Bracey - Bentley Craven
- Tote Du Crow
- Fontaine La Rue
- William T. Horne (creditado W.T. Horne)
- Scott Pembroke – papel indeterminado (não-confirmado)

## Capítulos
1. Missing Millions
2. Secret Ally
3. Tell-Tale Coin
4. Spider's Web
5. Black Shadows
6. Into the Depths
7. A Kingdom at Stake
8. Treason
9. The Coronation
10. Justice Triumphant

Fonte: